# Lupburg
Lupburg – gmina targowa w Niemczech, w kraju związkowym Bawaria, w rejencji Górny Palatynat, w regionie Ratyzbona, w powiecie Neumarkt in der Oberpfalz. Leży w Jurze Frankońskiej, około 26 km na południowy wschód od Neumarkt in der Oberpfalz, nad rzeką Schwarze Laber, przy linii kolejowej Ratyzbona–Norymberga.

## Dzielnice
W skład gminy wchodzą następujące dzielnice: 
- Lupburg
- Degerndorf
- See

## Polityka
Rada gminy składa się z 14 członków:
- CSU 6 miejsc
- SPD 3 miejsca
- Bezpartyjni 5 miejsc